# 2010年冬季奥林匹克运动会以色列代表团
2010年冬季奧林匹克運動會以色列代表團是以色列所派出的2010年冬季奧林匹克運動會代表團。最終未能贏得任何一面獎牌。

## 背景
以色列自1994年以來參加了每一屆冬季奧運會，該國從未贏得獎牌。